# Спомен плоча (ТВ филм)
Спомен плоча је југословенски ТВ филм из 1971. године. Режирао га је Славољуб Стефановић Раваси а сценарио је написао Андреј Хиенг.

## Улоге
| Глумац            | Улога |
| ----------------- | ----- |
| Светислав Гонцић  |       |
| Ксенија Јовановић |       |
| Зоран Радмиловић  |       |